# جان پاچ
جان پاچ (انگلیسی: John Putch؛ زادهٔ ۲۷ ژوئیهٔ ۱۹۶۱) یک هنرپیشه، کارگردان فیلم، فیلم‌نامه‌نویس، تهیه‌کننده، و تدوین‌گر اهل ایالات متحده آمریکا است. وی از سال ۱۹۷۳ میلادی تاکنون مشغول فعالیت بوده‌است.
از فیلم‌ها یا مجموعه‌های تلویزیونی که وی در آن‌ها نقش داشته است می‌توان به پای آمریکایی: کتاب عشق، نام من ارل است، بتی بی‌ریخته، پیشتازان فضا: نسل بعدی، خیابان جامپ شماره ۲۱، کمپ ناکجاآباد، مردان در محل کار و ساینفلد اشاره نمود.